# Napięcie motywacyjne
Napięcie motywacyjne – specyficzna reakcja systemu regulacji psychicznej, powstająca wtedy, gdy zostaje naruszony istniejący w którymś z jego układów stan równowagi (J. Reykowski). Typową przyczyną napięcia motywacyjnego jest deprywacja potrzeby. Im napięcie motywacyjne jest wyższe, tym wyższa atrakcyjność bodźca i siła związanej z nim motywacji.